# Shahed 131

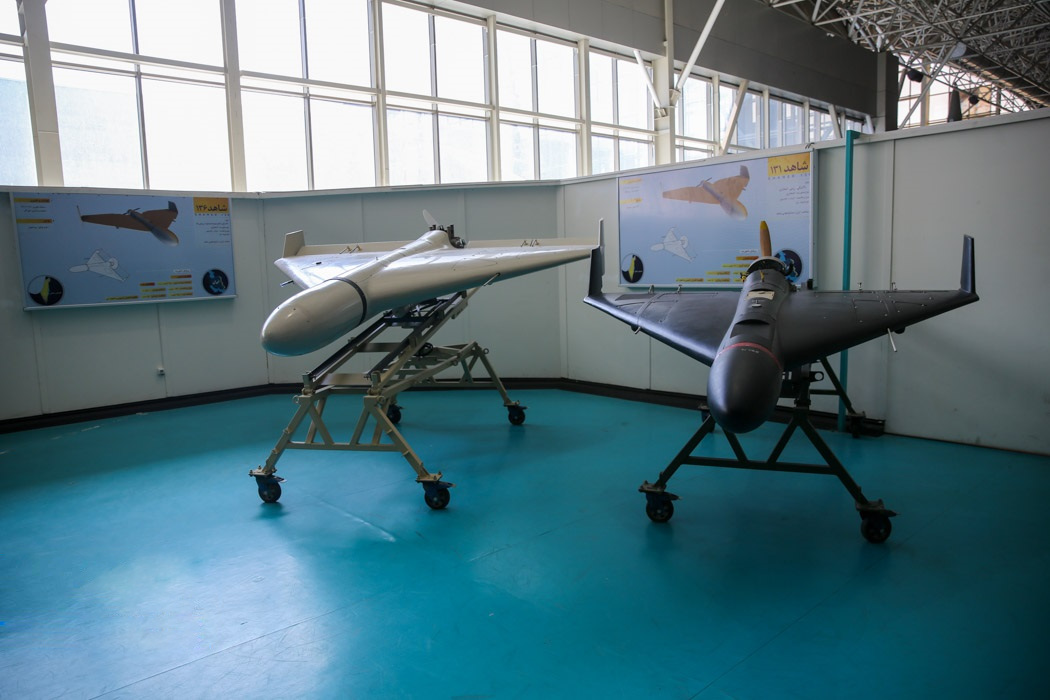

Shahed 131 или же Герань-1 (для дронов, состоящих на вооружении Российской армии) — иранский БПЛА-камикадзе или же барражирующий боеприпас, наиболее широкое применение которого началось с октября 2022 года в ходе вторжения России на Украину. Он оснащён двигателем модели Shahed-783/788. Масса боевой части 15 кг, а дальность полёта около 900 км.

## Описание
Дрон оснащён роторно-поршневым двигателем модели Shahed-783/788. Британское издательство Janes Information Services собрало максимально подробные технические данные: масса боевой части составляет 15 кг, а максимальная дальность полёта 965,6 км.
Двигатель Shahed 131 является копией роторно-поршневого двигателя MDR-208 от компании Beijing Micropilot UAV Control System Ltd. Этот двигатель применялся в дроне-камикадзе, который применялся при атаке на Абкайк и Хурайс в 2019 году. Обломки дрона были переданы в Секретариат ООН для проверки соблюдения Ираном резолюции 2231.
В ходе изучения обломков дрона было выяснено, что блок управления полётом у Shahed 131 позволяет подключаться к американским спутникам Иридиум, что в теории позволяет изменять траекторию полёта в воздухе. Блок управления оснащён резервной инерциальной навигационной системой с гироскопом MEMS. Его основные функции наведения получены от коммерческого прибора GPS.
Визуально Shahed 131 отличается от подобных дронов-камикадзе наличием вертикальных стабилизаторов, которые выступают только вверх от законцовок крыла, тогда как у более крупного БПЛА Shahed 136 они расположены как вверху, так и внизу.
Также существует упрощённая версия БПЛА под наименованием «Герань-3» с двухцилиндровым бензиновым двигателем  DLE-60.15 вместо стандартного дизельного.

## Операторы
- Иран
- Россия (как Герань-1)
- Хуситы

## Боевое применение
Впервые этот дрон был применён хуситами, которые использовали их для атаки на объекты в Саудовской Аравии. Следующий момент боевой истории дрона был во время полномасштабного вторжения России на Украину в октябре 2022 года, где он получил название «Герань-1».